# アウトポスト (2020年の映画)
『アウトポスト』（原題:The Outpost）は2020年に公開されたアメリカ合衆国の戦争映画。監督はロッド・ルーリー、主演はスコット・イーストウッドが務めた。本作はジェイク・タッパーが2012年に発表したノンフィクション『The Outpost: An Untold Story of American Valor』を原作としている。

## 概略
キーティング前哨基地はパキスタンとアフガニスタンを結ぶ米軍の補給線を維持すると共に、地元民に必要な物資を供給して懐柔する任務を担っていた。ただ、この基地には致命的な弱点が1つ存在した。基地は3つの険しい山に囲まれた場所に存在し、包囲する側からは丸見えだが、包囲される側は包囲する側の動きを確認しにくいという問題を抱えていたのである。基地は度々ターリバーンの襲撃に遭ってきたが、相手方が少数だったため事なきを得ていた。しかし、少数での襲撃は計算されたものであった。ターリバーンは襲撃を通して基地の防衛能力に関するデータを集め、それを基に攻略のための作戦を練っていたのである。
2009年10月3日、ターリバーンは300人余りの精鋭部隊を以て基地を包囲した。基地が占拠されるのは時間の問題かと思われたが、53人の米兵たちは勇敢にも戦い抜き、援軍が到着するまで持ちこたえた。特に、クリント・ロメシャとタイ・カーターの活躍は目覚ましく、2013年に名誉勲章を授与された。
本作はアフガニスタン紛争における屈指の激戦、カムデシュの戦いを描き出していく。

## キャスト
※括弧内は日本語吹替
- クリント・ロメシャ二等軍曹 - スコット・イーストウッド（中村章吾）
- タイ・カーター特技兵 - ケイレブ・ランドリー・ジョーンズ（赤坂柾之）
- ベンジャミン・D・キーティング大尉 - オーランド・ブルーム（細川祥央）
- ロバート・イエスカス大尉 - マイロ・ギブソン（谷内健）
- ジョシュ・カーク三等軍曹 - ジャック・ケシー（田島章寛）
- エド・フォークナー二等兵 - ウィル・アッテンボロー
- アンドリュー・バンダーマン - テイラー・ジョン・スミス
- ヴァーノン・マーティン - コリー・ハードリクト
- ケイティ・コップ - セリーナ・シンデン
- ストーニー・ポーティス大尉 - トレイ・タッカー
- クリス・ジョーンズ - ジェームズ・ジャガー
- ゾリアス・ヤンガー - アルフィー・スチュワート
- ナシル - マリン・ランジェロフ
- シェーン・クルヴィル - ジャック・カリアン
- アーマンド・アヴァロス - アーネスト・カヴァゾス
- ジャスティン・T・ガエーゴス - ジェイコブ・スキーピオ
- ジョナサン・ヒル - ジョナサン・ヤンガー
- ダニエル・ロドリゲス-本人が本人役で出演

## 製作
2018年5月3日、ロッド・ルーリー監督が新作映画の製作に着手しており、オーランド・ブルーム、スコット・イーストウッド、ケイレブ・ランドリー・ジョーンズが起用される見込みだと報じられた。8月17日、マイロ・ギブソンの起用が発表された。11月、トレイ・タッカーがキャスト入りした。
本作の主要撮影は2018年8月にブルガリアで始まり、同年10月29日に終了した。2019年6月26日、ラリー・グループが本作で使用される楽曲を手掛けることになったとの報道があった。

## 公開・マーケティング
本作は2020年3月14日にサウス・バイ・サウスウエストでプレミア上映される予定だったが、同月上旬に新型コロナウイルスの流行が拡大したため、映画祭自体が中止となった。4月20日、スクリーン・メディア・フィルムズが本作の全米配給権を獲得したと報じられた。5月21日、本作のオフィシャル・トレイラーが公開された。

## 評価
本作は批評家から高く評価されている。映画批評集積サイトのRotten Tomatoesには93件のレビューがあり、批評家支持率は92%、平均点は10点満点で7.9点となっている。サイト側による批評家の見解の要約は「確たるリアリズムの下に物語が展開されていく。『アウトポスト』は熟練の技が光るスリリングな作品であり、戦場の英雄たちを讃えるに相応しい出来映えである。」となっている。また、Metacriticには19件のレビューがあり、加重平均値は71/100となっている。